# Валерія (Айова)
Валерія (англ. Valeria) — місто (англ. city) в США, в окрузі Джеспер штату Айова. Населення — 39 осіб (2020).

## Географія
Валерія розташована за координатами 41°43′47″ пн. ш. 93°19′32″ зх. д. / 41.72972° пн. ш. 93.32556° зх. д. (41.729790, -93.325566).  За даними Бюро перепису населення США в 2010 році місто мало площу 0,13 км², уся площа — суходіл.

## Демографія
Згідно з переписом 2010 року, у місті мешкало 57 осіб у 22 домогосподарствах у складі 14 родин. Густота населення становила 441 особа/км².  Було 26 помешкань (201/км²).
Расовий склад населення:
| - 96,5 % — білих - 3,5 % — чорних або афроамериканців |

До двох чи більше рас належало 0,0 %. Частка іспаномовних становила 0,0 % від усіх жителів.
За віковим діапазоном населення розподілялося таким чином: 26,3 % — особи молодші 18 років, 54,4 % — особи у віці 18—64 років, 19,3 % — особи у віці 65 років та старші. Медіана віку мешканця становила 43,5 року. На 100 осіб жіночої статі у місті припадало 128,0 чоловіків;  на 100 жінок у віці від 18 років та старших — 110,0 чоловіків також старших 18 років.
Середній дохід на одне домашнє господарство  становив 54 047 доларів США (медіана — 53 750), а середній дохід на одну сім'ю — 61 700 доларів (медіана — 70 833). За межею бідності перебувало 1,9 % осіб, у тому числі 0,0 % дітей у віці до 18 років та 0,0 % осіб у віці 65 років та старших.
Цивільне працевлаштоване населення становило 22 особи. Основні галузі зайнятості: роздрібна торгівля — 31,8 %, фінанси, страхування та нерухомість — 18,2 %, мистецтво, розваги та відпочинок — 13,6 %, будівництво — 13,6 %.